# شهرستان اولخوفسکی
شهرستان اولخوفسکی (به لاتین: Olkhovsky District) یک شهرستان در روسیه است که در استان ولگوگراد واقع شده‌است.